# بخش مرکزی شهرستان منوجان
بخش مرکزی، یکی از بخش‌های شهرستان منوجان در استان کرمان ایران است. مرکز این بخش، شهر منوجان است.

## تقسیمات کشوری
- بخش مرکزی شهرستان منوجان
  - دهستان قلعه
  - دهستان نورآباد
  - دهستان گشمیران

شهر: منوجان

## جمعیت
بر پایه سرشماری عمومی نفوس و مسکن در سال ۱۳۹۵، جمعیت بخش مرکزی شهرستان منوجان برابر با ۴۸٬۶۹۴ نفر بوده‌است.